# بابا صفری
بابا صفری (۱۲۹۹ خورشیدی دراردبیل-۱۳۸۲) مولف و تاریخ‌نگار ایرانی بود. کتابِ اردبیل در گذرگاه تاریخ در سه جلد از اوست.
در سال ۱۲۹۹ خورشیدی در شهر اردبیل به دنیاآمد. تحصیلات ابتدایی و دوره اول دبیرستان را در زادگاه خود اردبیل و دوره دوم را در تبریز گذراند. تحصیلات عالی ایشان دررشته قضایی دردانشکده حقوق و در رشته فلسفه و روانشناسی و علوم تربیتی دردانشسرای عالی تهران صورت پذیرفت و دوره کارشناسی ارشد علوم اداری را در شعبه دانشگاه کالیفرنیای آمریکا در دانشگاه تهران طی کرد.

## دوران تحصیل
شادروان باباصفری علاوه برتحصیلات فوق باشرکت دردوره‌های مدیریت عالی وروش‌های اداری اصل۴سابق آمریکا در ایران نیزموفق باخذ شهادتنامه رسمی گشت. مدتی نیز از طرف دولت مامور مطالعات تربیتی و اداری در ایتالیا بود و به کسب مدال علمی نایل گشت.

## دوران سیاسی
خدمات دولتی بابا صفری در شهریور ۱۳۱۸ خورشیدی با دبیری دبیرستان پوراندوخت اردبیل آغازگشت.

آرامگاه مرحوم بابا صفری-قطعه مفاخر اردبیل

سپس به معاونت اداره فرهنگ اردبیل وریاست دبیرستان درتهران وریاست ادارات داخلی وزارت فرهنگ ادامه یافت و هفده سال آخر خدمات او با سمت معاونت و مشاور عالی درسازمان حج و اوقاف سپری شد.
در دوران حکومت ملی دکتر مصدق ایشان به سمت شهردار اردبیل انتخاب شد و شهرداری فعال خدمتگزاری را پایه ریزی کرد. با پیش آمدن کودتای ۲۸ مرداد ۱۳۳۲ امکان بیش از ۹ ماه خدمت در این مقام برای وی میسر نگردید.
صفری در اردیبهشت ۱۳۵۷ به تقاضای خویش بازنشسته شد.
سرانجام در سحرگاه روزدوشنبه ۲۳ تیرماه ۱۳۸۲ به علت عارضه قلبی و کلیوی در بیمارستانی در شهر استکهلم سوئد درگدشت و پیکرش بنا به وصیت نامه خویش پس از انتقال به ایران درزادگاهش اردبیل به خاک سپرده شد.

## اردبیل در گذرگاه تاریخ

### انتقاد به احمد کسروی در وقایع نگاری تاریخ مشروطه اردبیل
بابا صفری در کتاب اردبیل در گذرگاه تاریخ جلد دوم می نویسد :

احمد کسروی جز دو-سه فصل کتاب تاریخ مشروطه ایران و تاریخ هیجده‌ساله آذربایجان  بصورت مجمل و نارسا به وقایع اردبیل در دوران مشروطیت که از ملتهب ترین شهرهای ایران در این دوره بود نپرداخته است و اردبیلیان از این حیث از وی همواره گله مند هستند.زیرا در زمانیکه او دست به تالیف آن کتابها زد ، طرفداران وی در اردبیل هر چه یادداشت و نوشته و عکس و مدرکی راجع به وقایع اردبیل بود جمع آوری کرده برای او بردند .لیکن او از آنهمه مدارک ، جز صفحات معدودی راجع به اردبیل در کتابهای خود مطلبی نیاورده است و چون وی به قتل رسید استرداد مدارک یاد شده به صاحبان آنها نیز میسر نگردید از اینرو متاسفانه تاریخ اردبیل ، مدارک و اسناد لازم را هم از دست داده است.